# Stefan Bach

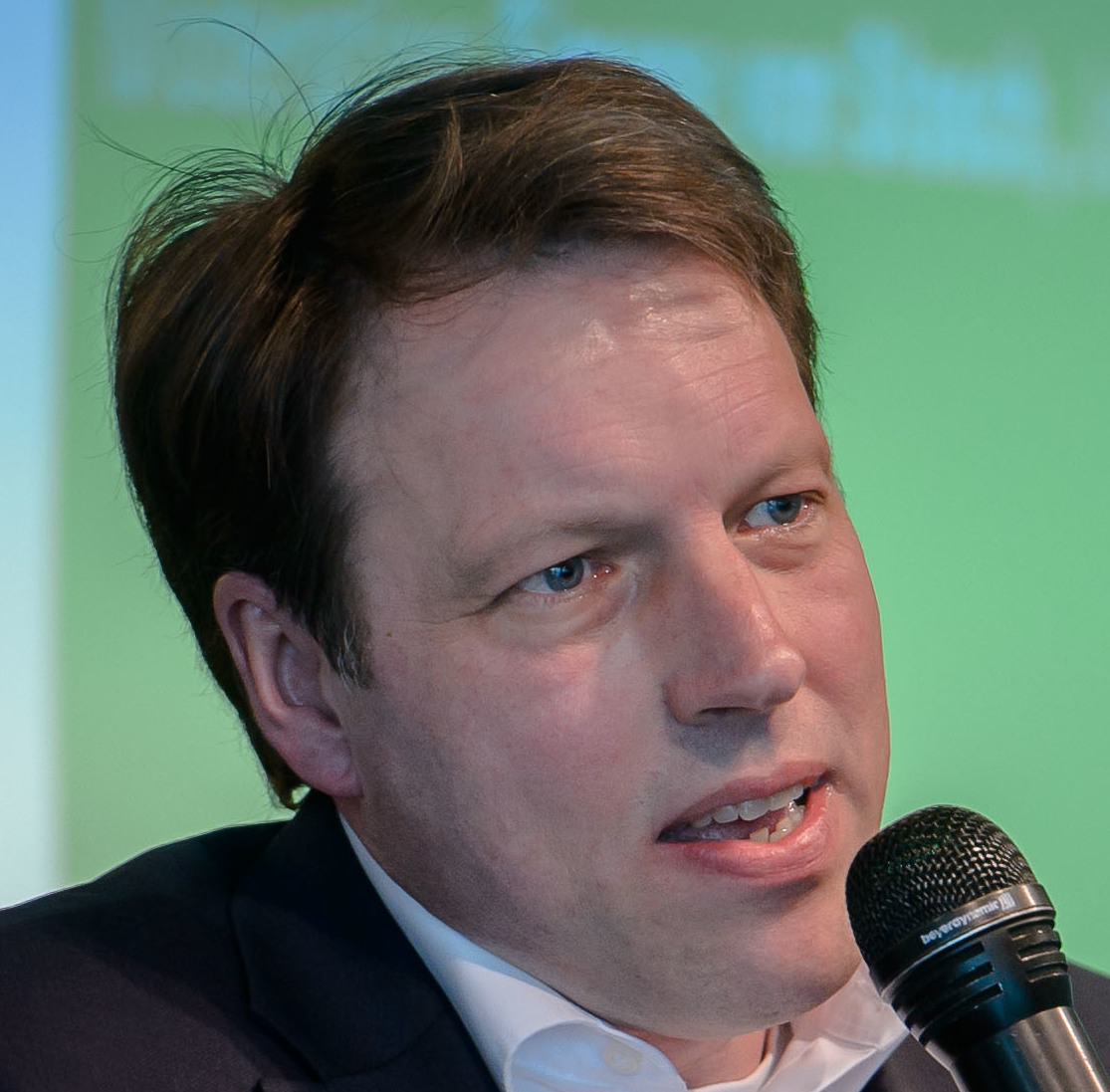
Stefan Bach, 2016

Stefan Bach (* 1964) ist ein deutscher Volkswirt und Steuerexperte. Seit 1992 ist er wissenschaftlicher Mitarbeiter und seit 1996 Projektleiter am Deutschen Institut für Wirtschaftsforschung (DIW). Er publiziert Bücher und Artikel zur Steuerpolitik und zur Sozialpolitik in Deutschland.

## Leben
Nach seinem 1983 abgelegten Abitur in Leverkusen schrieb sich Bach zunächst in Philosophie und Geschichte, dann von 1985 bis 1990 in Volkswirtschaftslehre an der Universität zu Köln ein. Er schloss das Studium als Diplom-Volkswirt ab. Von 1990 bis 1992 absolvierte er ein Postgraduiertenstudium in Köln. Bach promovierte im Jahr 1992 im Fach Volkswirtschaftslehre ebenfalls an der Universität zu Köln mit der Dissertation Die Idee der Cash-flow-Steuer vor dem Hintergrund des gegenwärtigen Steuersystems. Sein Doktorvater war Karl-Heinrich Hansmeyer. 2010 habilitierte er sich für Volkswirtschaftslehre an der Universität Potsdam mit der Habilitationsschrift Empirical Studies on Tax Distribution and Tax Reform in Germany. Seit 2011 ist er Privatdozent an der Universität Potsdam. Seit 1992 ist er Mitarbeiter des DIW in Berlin, wo er von 2002 bis 2011 Projektleiter für „Aufbau und Betrieb von Mikrosimulationsmodellen zur Unternehmensbesteuerung und zur Einkommensteuer“ war. Von 2004 bis 2012 war er stellvertretender Abteilungsleiter der Abteilung Staat.
Bachs Forschungs- und Beratungsschwerpunkte sind Steuerpolitik, Sozialpolitik, Einkommens- und Vermögensverteilung sowie die Entwicklung von Mikrosimulationsmodellen. So befürwortet er beispielsweise ein steuerfinanziertes Grunderbe.

## Veröffentlichungen (Auswahl)
- Die Idee der Cash-flow-Steuer vor dem Hintergrund des gegenwärtigen Steuersystems, Duncker und Humblot, Berlin 1993, ISBN 978-3-428-07948-3 (zugl Dissertation Uni Köln)
- Mit Bernd Bartholmai: Aktuelle steuerliche Rahmenbedingungen für den privaten Mietwohnungsbau. Wirkungen und Alternativen, Duncker und Humblot, Berlin 2000, ISBN 978-3-428-10382-9.
- Mit Michael von Wuntsch: Wertorientierte Steuerplanung und Unternehmensführung in der globalen Wirtschaft, 2. Aufl., Oldenbourg Verlag, München 2012, ISBN 978-3-486-59743-1.
- Mit Michael v. Wuntsch und Harald Trabold: Wertmanagement und Steuerplanung in der globalen Wirtschaft, Verlag Vahlen, München 2006, ISBN 978-3-8006-3019-6.
- Unsere Steuern. Wer zahlt? Wie viel? Wofür? 1. Auflage. Westend Verlag, Frankfurt/Main 2016, ISBN 978-3-86489-083-3.